# Martin Brücker
Martin Brücker (* 19. Juli 1980 in Bad Hersfeld) ist ein deutscher Schauspieler und Synchronsprecher.

## Leben
Martin Brücker wurde als Sohn eines Ingenieurs geboren. Schon früh wirkte er in seiner Heimatstadt als Komparse bei den Bad Hersfelder Festspielen mit. Nach dem Abitur studierte er zunächst an der Universität Marburg ein Semester Psychologie. Er zog anschließend nach Freiburg im Breisgau um, wo er von 2003 bis 2007 seinen Schauspielunterricht an der Freiburger Schauspielschule erhielt. Außerdem nahm er Gesangsunterricht (2004–2005) und besuchte später diverse Seminare und Workshops für Filmschauspiel.
Brücker hatte noch während seines Studiums erste Bühnenengagements bei den Bad Hersfelder Festspielen und an den Kammerspielen im E-Werk in Freiburg. Nach seinem Abschluss mit ZAV-Aufnahme folgten Theaterverpflichtungen am Stadttheater Luzern (2007, als Gast in der Oper Die Schnecke von Moritz Eggert und Hans Neuenfels), am Theater für Niedersachsen/Hildesheim (2007, Hauptrolle als Romeo in Romeo und Julia), beim Hamburger Sprechwerk (2008–2009) und am Altonaer Theater (2009–2011).
Ab 2011 gastierte er mehrfach bei den Burgfestspielen Bad Vilbel. Er spielte den Paketboten Manuel Rodrigues in der Travestie-Komödie Ganze Kerle der kanadischen Autorin Kerry Renard (2011), den Schüler Husemann in Die Feuerzangenbowle (2011), den Romeo (2013) und den jungen Sigismund Sülzheimer in der Operette Im weißen Rößl (2013).
2013 gastierte er am Altonaer Theater als Carl Friedrich Gauß’ rebellischer Sohn Eugen in einer Bühnenfassung von Daniel Kehlmanns Roman Die Vermessung der Welt. In der Spielzeit 2013/14 gastierte er am Packhaustheater Bremen als strippender Stahlarbeiter Wesley im Erfolgsstück Ladies’ Night von Anthony McCarten. 2015 trat er bei den Burgfestspielen Jagsthausen in der Titelrolle im Kinder- und Jugendstück Robin Hood auf.
Weitere Theaterauftritte hatte Brücker an der Komödie Bielefeld (2014), am Neuen Theater Hannover (2016), auf dem Theaterschiff Bremen (2017) und im Kunstcentrum „Alte Molkerei Worpswede“ (2017).
Brücker steht seit 2007 auch für Film und Fernsehen vor der Kamera. Er hatte Haupt- und Nebenrollen in Kurzfilmen, Kinofilmen, TV-Filmen und Episodenrollen u. a. in den ZDF-Serien Notruf Hafenkante (2008) und Da kommt Kalle (2010). Im Juni 2018 war Brücker in der 21. Staffel der ARD-Fernsehserie In aller Freundschaft in einer Episodenhauptrolle zu sehen, in der er Sebastian Lummer, den Sohn eines Patienten spielte, der seit vielen Jahren keinen Kontakt mehr zu seinem Vater hat.
Brücker arbeitet regelmäßig auch als Synchronsprecher; seine Stimme lieh er u. a. Billy Magnussen und Israel Broussard. Er ist außerdem als Sprecher für Hörspiele und Hörbücher tätig.
Brücker lebt mit seiner Frau, die er während seiner Freiburger Zeit kennenlernte, als freier Schauspieler in Hamburg.

## Filmografie (Auswahl)
- 2008: Notruf Hafenkante: Das Versprechen (Fernsehserie, eine Folge)
- 2009: Ponzo (Kurzfilm)
- 2010: Da kommt Kalle: Der Schein trügt (Fernsehserie, eine Folge)
- 2013: Von Zeit zu Zeit (Fernsehfilm)
- 2015: Simon sagt auf Wiedersehen zu seiner Vorhaut (Kinofilm)
- 2018: In aller Freundschaft: Geordnete Verhältnisse (Fernsehserie, eine Folge)